# Palm Springs - Vivi come se non ci fosse un domani
Palm Springs - Vivi come se non ci fosse un domani (Palm Springs) è un film del 2020 diretto da Max Barbakow.

## Trama
Il 9 novembre, giorno del matrimonio di Tala e Abe, Nyles si sveglia accanto alla sua fidanzata Misty. Durante il ricevimento fa quello che sembra essere un discorso improvvisato per salvare la sorella di Tala, l'ubriaca damigella d'onore Sarah, che non sapeva di dover fare un discorso. Nyles e Sarah legano e, dopo aver scoperto che Misty tradisce Nyles, stanno per fare sesso quando Nyles viene colpito alla spalla da una freccia scoccata da un anziano chiamato Roy. Ferito, arriva strisciando davanti all'entrata di una caverna vicina, da cui proviene una strana luce ambrata, dicendo a Sarah di non seguirlo. Sarah, curiosa, entra e viene risucchiata da un vortice nella caverna, svegliandosi, nuovamente, il 9 novembre. Nyles le spiega che ora sono bloccati nello stesso loop temporale.
Sarah prova a scappare mettendo in atto vari metodi, tornando a casa o suicidandosi, ma senza successo. Rassegnata, capisce di essere davvero bloccata. Nyles e Sarah trascorrono molti giorni insieme, rilassandosi spesso nella piscina di una casa i cui padroni sono in vacanza quel giorno. Nyles le rivela di aver bloccato nel loop temporale anche Roy, che ha una famiglia ad Irvine. Un flashback spiega che Nyles e Roy si erano incontrati durante il matrimonio, drogandosi insieme: Roy, felice e spensierato, dice a Nyles che vorrebbe che quella notte non finisse mai e Nyles, sotto l'effetto delle droghe, lo conduce alla caverna, facendolo risucchiare. Sentendosi in colpa per quello che aveva fatto, Nyles si ripromette di non bloccare più nessun altro nel loop. Da quel giorno Roy torna occasionalmente a Palm Springs per vendicarsi e dare la caccia a Nyles per torturarlo nei modi più disparati, poiché, se anche tutto torna come prima, i ricordi, tanto piacevoli, quanto spiacevoli, come il dolore delle torture subite, rimangono: questa è la vendetta che Roy attua nei confronti di Nyles per averlo intrappolato nel ciclo temporale chiuso.
Dopo molti loop, Nyles e Sarah vanno a fare un campeggio nel deserto e, dopo aver fatto abuso di sostanze allucinogene (vedendo addirittura dei dinosauri), passano la notte insieme, avendo anche un rapporto sessuale. Il giorno seguente Abe sveglia Sarah, consigliandole di lasciare la stanza; si scopre così che i due hanno passato la notte dell'8 novembre insieme, esattamente il giorno prima del matrimonio. Sarah, sentendosi in colpa, si rifiuta di parlare a Nyles della sera precedente, dicendogli che comunque tutto ciò che fanno non ha alcun significato. I due vengono fermati da un ufficiale di polizia, che si rivela essere Roy. Sarah investe Roy con la macchina della polizia e, dopo una discussione, Nyles ammette che ha fatto sesso con Sarah molte volte prima che lei rimanesse bloccata nel loop, ammettendo di averle mentito nei reset precedenti su questa cosa. Sarah, disgustata, si uccide gettandosi sotto ad un camion e facendo ripartire la giornata.
Dopo il successivo reset, Nyles cerca Sarah per potersi scusare, ma non riesce a trovarla. Dopo averla cercata inutilmente per molti giorni, una sera, stendendosi sul letto di Abe, Nyles sente il profumo di Sarah sul cuscino accanto e capisce che Sarah e Abe hanno fatto sesso la notte prima del matrimonio. Affronta perciò Abe la sera del matrimonio ed i due hanno una lite. Dopo altri reset, Nyles si rende conto di essersi innamorato di Sarah: viaggia perciò fino ad Irvine per parlare con Roy, che nel frattempo ha smesso di dargli la caccia; quest'ultimo gli spiega che la sua vita è perfetta, ma anche imperfetta, e che sta rivivendo proprio una bella giornata, nonostante ciò significhi non poter vedere mai i suoi figli crescere. Nel frattempo Sarah cerca di ideare un piano di fuga dal loop temporale, trascorrendo molti mesi a studiare fisica quantistica. Quando finalmente arriva ad escogitare una possibile soluzione, torna da Nyles e gli spiega il suo piano: i due devono farsi esplodere nell'esatto istante in cui la caverna li risucchia. Nyles coglie l'occasione per rivelarle di essere innamorato di lei, ma anche che vorrebbe rimanere per sempre nel loop temporale con lei.
Sarah però vuole tornare alla sua vita normale e si presenta al matrimonio e fa un toccante discorso per sua sorella Tala per poi andare alla cava con l'esplosivo. Nyles, mentre beve solo in un bar, capisce di volere solamente stare con lei e corre alla caverna, confessandole che preferirebbe morire insieme a lei che rimanere nel loop da solo. Sarah, che ricambia i suoi sentimenti, lo bacia e preme il detonatore. Subito dopo si vedono Nyles e Sarah che si rilassano nella piscina della casa vuota, finché non arrivano i proprietari: è il 10 novembre e il piano ha funzionato. In una scena durante i titoli di coda, Roy si avvicina a Nyles al matrimonio, dicendogli che Sarah gli ha spiegato il piano per fuggire. Nyles però non lo riconosce e Roy capisce immediatamente che il piano ha funzionato, sorridendogli.

## Produzione
Andy Siara ha scritto la prima sceneggiatura del film durante il secondo anno come studente all'American Film Institute e non prevedeva elementi fantastici: Siara infatti ha dichiarato che inizialmente la pellicola somigliava più a Via da Las Vegas che a Ricomincio da capo come a fine produzione; solo successivamente il progetto è divenuto più ambizioso con l'aggiunta dell'anello temporale.
Le riprese del film sono iniziate nell'aprile 2019, e il budget del film è stato di 5 milioni di dollari.

## Distribuzione
La pellicola è stata presentata al Sundance Film Festival 2020 il 26 gennaio, e distribuita limitatamente nei drive-in statunitensi e in contemporanea on demand su Hulu a partire dal 10 luglio 2020 a causa della pandemia di COVID-19, mentre nelle sale italiane dal 22 ottobre 2020, ma a causa della nuova chiusura delle sale per la pandemia di COVID-19 viene distribuito in esclusiva su Prime Video dal 9 novembre 2020.

## Accoglienza

### Critica
Sull'aggregatore Rotten Tomatoes il film riceve il 94% delle recensioni professionali positive con un voto medio di 8,10 su 10 basato su 184 critiche, mentre su Metacritic ottiene un punteggio di 83 su 100 basato su 41 critiche.
Peter Debruge, critico di Variety, ha promosso il film, così come anche David Ehrlich di IndieWire.com, che ha dato alla pellicola un voto di B+. A. O. Scott, critico del New York Times, ha inserito il film tra i migliori del 2020.
Wesley Morris e A. O. Scott, critici del New York Times, hanno inserito Cristin Milioti e Andy Samberg nella lista delle migliori interpretazioni del 2020, posizionandoli al dodicesimo posto.
In Italia Sergio Sozzo di Sentieri Selvaggi scrive che l'opera "nel suo filosofeggiare minimal si è convinta di essere Linklater senza passare da Ramis e Zemeckis, e nemmeno da Jonze".

### Primati
Il film ha segnato il record per il film più visto di sempre nel primo weekend di programmazione sulla piattaforma Hulu.

## Riconoscimenti
- 2021 - Golden Globe[16]
  - Candidatura per il miglior film commedia o musicale
  - Candidatura per il migliore attore in un film commedia o musicale a Andy Samberg
- 2020 - Chicago Indie Critics Awards[17]
  - Candidatura per la miglior sceneggiatura originale a Andy Siara
- 2020 - Sundance Film Festival
  - Candidatura per il Gran premio della giuria: U.S. Dramatic
- 2021 - ACE Awards[18]
  - Miglior montaggio in un film commedia a Andrew Dickler e Matthew Friedman
- 2021 - Art Directors Guild[19]
  - Candidatura per la migliore scenografia in un film contemporaneo a Jason Kisvarday
- 2021 - Critics' Choice Awards[20][21]
  - Miglior film commedia
- 2021 - Critics Choice Super Awards[22]
  - Miglior film di fantascienza o fantastico
  - Miglior attore in un film di fantascienza o fantastico a Andy Samberg
  - Miglior attrice in un film di fantascienza o fantastico a Cristin Milioti
  - Candidatura per il miglior attore in un film di fantascienza o fantastico a J. K. Simmons
  - Candidatura per il miglior antagonista in un film a J. K. Simmons
- 2021 - Independent Spirit Awards[23][24]
  - Miglior sceneggiatura d'esordio a Andy Siara
- 2021 - San Diego Film Critics Society Awards[25]
  - Candidatura per la miglior performance comica a Andy Samberg
  - Candidatura per il miglior cast
  - Candidatura per il miglior montaggio a Andrew Dickler e Matthew Friedman
- 2021 - Satellite Award[26]
  - Candidatura per il miglior film commedia o musicale
  - Candidatura per il miglior attore in un film commedia o musicale a Andy Samberg
  - Candidatura per la migliore sceneggiatura originale a Andy Siara
- 2021 - Saturn Award[27]
  - Candidatura per il miglior film indipendente
- 2021 - Washington D.C. Area Film Critics Association[28]
  - Candidatura per la migliore sceneggiatura originale a Andy Siara
- 2021 - Writers Guild of America Award[29]
  - Candidatura per la miglior sceneggiatura originale a Andy Siara, storia di Andy Siara e Max Barbakow